# Здравко Крсмановић
Здравко Крсмановић (10. фебруар 1957 — 14. март 2019) био је српски политичар, потпредсједник Народног демократског покрета (НДП), народни посланик у Народној скупштини Републике Српске и некадашњи начелник општине Фоча.

## Биографија
Рођен је 10. фебруара 1957. године у Фочи. У Сарајеву завршава Грађевински факултет 1979. године. После тога, Крсмановић се запошљава као стручни сарадник за урбанизам, грађевинарство и стамбено-комуналне послове у Скупштини општине Фоча. На кратак период је радио у Средњошколском центру у Фочи, након чега прелази у Електропривреду Босне и Херцеговине. Затим је ангажован на студијско-истражним радовима од 1985. до 1990. године, те на пројектовању хидроелектрана на Дрини и изградњи Хидроелектране Вишеград. За те радове је добио златну значку Електропривреде Босне и Херцеговине. На почетку деведесетих година прелази на послове директора Радне јединице „Хидроградња” на којој позицији се налазио до преласка на дужност Начелника општине Фоче. У годинама између 2000. до 2002. године налазио се на функцији министра саобраћаја и веза у Влади Републике Српске. У истом том периоду, Крсмановић је ангажован на пословима асистента на предмету Организација и технологија грађења код професора доктора Живојина Прашчевића на Грађевинском факултету Универзитета у Бањој Луци.
На позицији начелника општине Фоча налазио се од новембра 2004. године. На Факултету техничких наука је уписао постдипломски студиј школске 2004/2005. године, а у јуну 2009. године је магистрирао.
Преминуо је 14. марта 2019. године, у 62. години, у Сарајеву, након краће и тешке болести.